# Сельское поселение Липецкое
Сельское поселение Липецкое — сельское поселение в составе Верховажского района Вологодской области.
Центр — деревня Леушинская.
Образовано 1 января 2006 года в соответствии с Федеральным законом № 131 «Об общих принципах организации местного самоуправления в Российской Федерации».
В состав сельского поселения вошёл Липецкий сельсовет.
По данным переписи 2010 года население — 505 человек.

## География
Расположено на юго-западе района. Граничит:
- на севере и востоке с Чушевицким сельским поселением,
- на юге с Шелотским сельским поселением,
- на западе с Вожегодским районом.

## Населённые пункты
В 1999 году был утверждён список населённых пунктов Вологодской области. С тех пор состав Липецкого сельсовета не изменялся.
В состав сельского поселения входят 12 деревень.
| Населённый пункт     | ОКАТО          | Рег. номер | Расстояние до районного центра, км | Расстояние до центра поселения, км | Индекс | Координаты                      |
| -------------------- | -------------- | ---------- | ---------------------------------- | ---------------------------------- | ------ | ------------------------------- |
| деревня Горка        | 19 216 822 002 | 1404       | 69,7                               | 2                                  | 162314 | 60°25′38″ с. ш. 41°40′07″ в. д. |
| деревня Гридино      | 19 216 822 003 | 1403       | 69,7                               | 2                                  | 162314 |                                 |
| деревня Дуброва      | 19 216 822 004 | 1405       | 71,7                               | 4                                  | 162314 | 60°24′54″ с. ш. 41°43′41″ в. д. |
| деревня Ивановская   | 19 216 822 005 | 1406       | 71,7                               | 4                                  | 162314 | 60°26′34″ с. ш. 41°45′02″ в. д. |
| деревня Ивонино      | 19 216 822 006 | 1407       | 69,9                               | 2,2                                | 162314 | 60°26′27″ с. ш. 41°40′08″ в. д. |
| деревня Костюнинская | 19 216 822 007 | 1408       | 70,7                               | 3                                  | 162314 | 60°26′36″ с. ш. 41°43′56″ в. д. |
| деревня Леушинская   | 19 216 822 001 | 1402       | 67,7                               | —                                  | 162314 | 60°25′46″ с. ш. 41°42′08″ в. д. |
| деревня Никулинская  | 19 216 822 008 | 1409       | 69,2                               | 3                                  | 162314 | 60°26′27″ с. ш. 41°43′08″ в. д. |
| деревня Плёсо        | 19 216 822 009 | 1410       | 70,2                               | 2,5                                | 162314 | 60°24′44″ с. ш. 41°42′45″ в. д. |
| деревня Светильново  | 19 216 822 010 | 1411       | 70,2                               | 2,5                                | 162314 | 60°25′40″ с. ш. 41°39′38″ в. д. |
| деревня Семёновская  | 19 216 822 011 | 1412       | 69,2                               | 1,5                                | 162314 | 60°26′31″ с. ш. 41°41′24″ в. д. |
| деревня Слобода      | 19 216 822 012 | 1413       | 71,2                               | 3,8                                | 162320 | 60°25′29″ с. ш. 41°39′07″ в. д. |